# Parkia timoriana

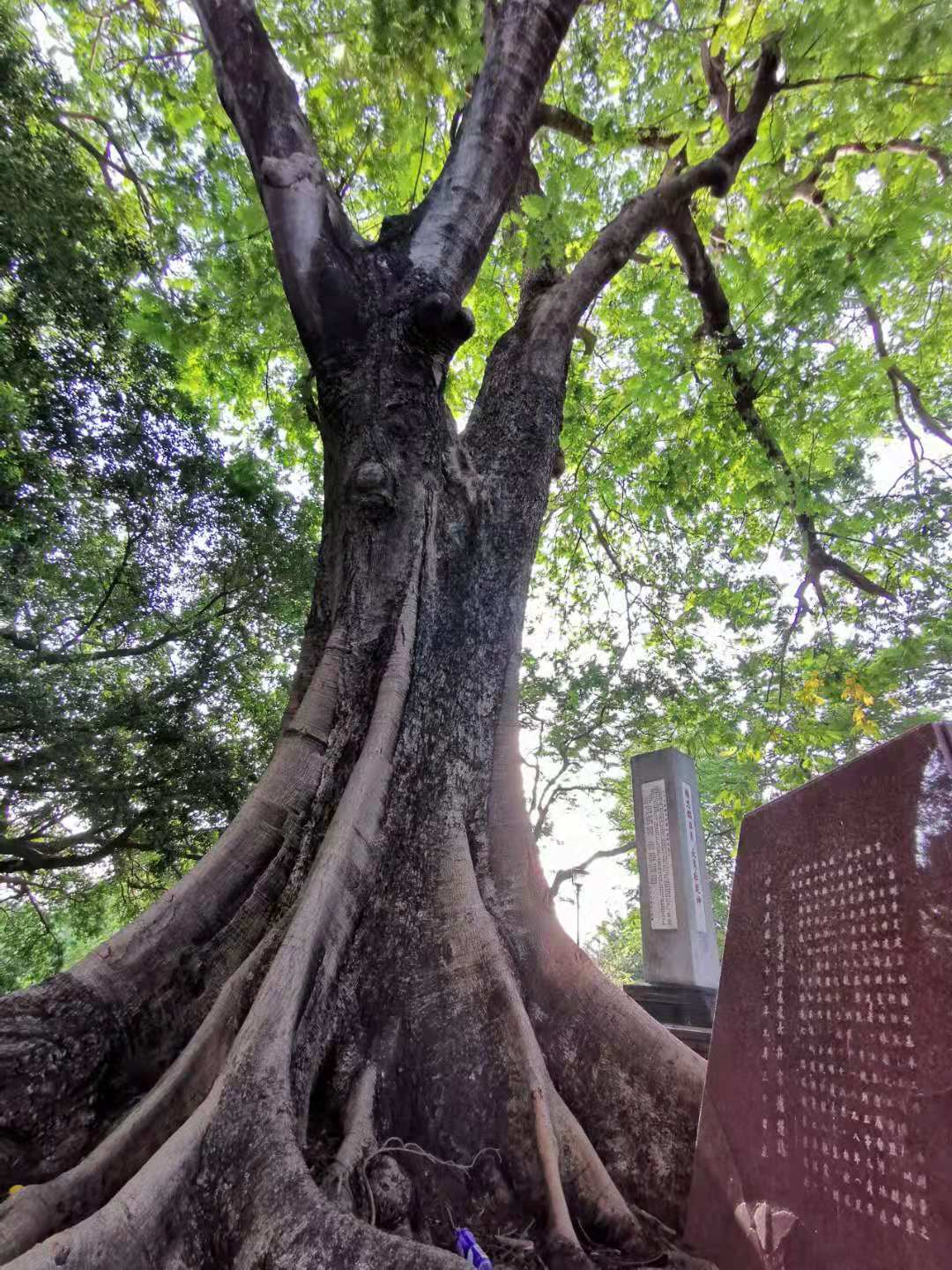

Parkia timoriana es una especie de planta tipo árbol de flor de la familia Fabaceae. Entre los nombres comunes se encuentran parkia, árbol de los frijoles. Otros nombres comunes son petai hutan en Borneo, yongchak en Manipur, India, nitta tree y riang en Tailandia, kedawung y peundung en Java, alai en Sumatra, petai kerayong y batai hutan en Malasia, y kupang y amarang en las Filipinas. Es nativa de Tailandia, Malasia, Birmania, Indonesia, y Assam en India. Es cultivada para aprovechar su madera y consumir sus frutos, y también como árbol ornamental.

## Descripción
Esta planta es un árbol que crece hasta alcanzar los 30 m de altura. Sus hojas son bipinadas. Cada hoja se divide en 20 o 30 o más hojuelas denominadas pinas, que miden hasta 12 cm de largo. Cada pina se divide a su vez en 50 a 60 pares de pequeñas hojitas angostas cada una de hasta 1 cm de largo. La inflorescencia es un grupo de flores que cuelga en el extremo de un pedúnculo de hasta 45 cm de largo. El cabezal de la flor mide unos pocos cm de ancho y contiene varias flores con corolas de cinco lóbulos. El fruto es una vaina larga, plana leguminosa de hasta 36 cm de largo que contiene hasta 21 semillas negras duras cada una de 2 cm de largo.
Las flores de este árbol son polinizadas por murciélagos de la fruta, especialmente Eonycteris spelaea, que se alimenta de su néctar. Los murciélagos son polinizadores más eficientes que los insectos.
El árbol es vulnerable al insecto peste Cadra cautella, un polilla. La larva penetra en la semilla para pasar su período de pupa, alimentándose del interior de la semilla y la rellena con su seda. También consume los brotes de las flores.

## Usos

### Madera y ornamentación
La madera se utiliza como leña para fuego y para la construcción. En general en África no se utiliza la madera, pero el árbol es plantado para ornamentar parques. Es un árbol popular de jardín en la India, particularmente en Assam, donde es un elemento usual en los patios Meitei. Tolera tanto el sol como la sombra.

### Gastronomía
Los productos de este árbol son consumidos en numerosas regiones. Sus largas vainas se consumen. Se las puede incorporar en una ensalada o un chutney. En la gastronomía tailandesa a este vegetal se lo denomina nitta sprout, y se lo agrega al curry. Las semillas negras y duras se consumen crudas , o son secadas y almacenadas. Las semillas poseen un fuerte aroma a azufre, que se debe a la presencia de tioprolina. Algunos encuentran al aroma y sabor tan atractivos que consideran a las semillas una exquisitez. En ciertas regiones las semillas de la especie pariente Parkia speciosa son mucho más populares, y el árbol de los frijoles solo es consumido como una segunda alternativa.